# Goombay Dance Band
Goombay Dance Band je hudební skupina, kterou založil v západoněmeckém Nordstedtu v roce 1979 zpěvák a artista Oliver Bendt. Skupina zpívala anglicky a podobně jako Boney M. využívala dobovou oblibu karibské hudby. Pojmenovala se podle zálivu Goombay na ostrově Svatá Lucie. Největším hitem byla píseň Sun of Jamaica, která vedla devět týdnů německou hitparádu. Úspěch zaznamenaly také skladby Aloha-Oe, Until We Meet Again, Golden Dreams of Eldorado a Seven Tears, která byla v roce 1982 jako první německá píseň v historii hitem číslo jedna ve Velké Británii. K jejich pódiovým vystoupením patřila tradičně také ohňová show.

## Diskografie
- 1980: Zauber der Karibik
- 1980: Land of Gold
- 1981: Holiday in Paradise
- 1982: Tropical Dreams
- 1982: Born to Win
- 1993: Sommer, Sonne, Strand
- 1995: Island of Dreams
- 1998: Christmas Album
- 2009: 30th Anniversary Collection

## České coververze
- Sun of Jamaica: 1982 Helena Vondráčková jako Léto je léto, 1980 Jezinky a studiová skupina jako Slunce života
- Sun of Jamaica: 1982 Josef Dvořák jako Léto je léto, 1982 – parodie v pořadu Možná přijde i kouzelník.[3]
- Golden Dreams of Eldorado: 1982 Waldemar Matuška jako Eldorádo